# Paracyclopina nana
Paracyclopina nana is een eenoogkreeftjessoort uit de familie van de Cyclopettidae. De wetenschappelijke naam van de soort is voor het eerst geldig gepubliceerd in 1935 door Smirnov.